# Jevgenij Vachtangov
Jevgenij Bagrationovič Vachtangov (rusky Евгений Багратионович Вахтангов; 13. února 1883, Vladikavkaz – 29. května 1922, Moskva) byl ruský divadelní režisér a herec. Po otci byl arménského původu.
Od studentských let se věnoval divadlu, hudbě a literatuře. Po příchodu do Moskvy, kde studoval práva, ho ovlivnila tvorba Konstantina Sergejeviče Stanislavského. Studoval herectví u Alexandra Adaševa a v letech 1910 až 1911 působil spolu s Leopoldem Suleržickým v Paříži u Gabrielle Réjane. Po návratu založil Studentské studio jako pobočku MCHAT, která se v roce 1921 osamostatnila a od roku 1926 nese název Vachtangovovo divadlo.
Jeho metoda byla založena na pozici herce jako vypravěče, který se neztotožňuje s předváděným obrazem. Styl svých experimentálních inscenací jako Turandot a Zázrak svatého Antonína nazýval „fantastický realismus“. Hojně využíval kostýmy, masky a hudbu. Režíroval také pro moskevské židovské divadlo Habima hru Šaloma Anského Dybbuk. K jeho žákům patřil Michail Čechov.